# Michał Sędziwój
Michał Sędziwój (1566-1646), también conocido como Sendivogius, fue un químico y alquimista polaco nacido en Sandez, cerca de Cracovia.

## Biografía

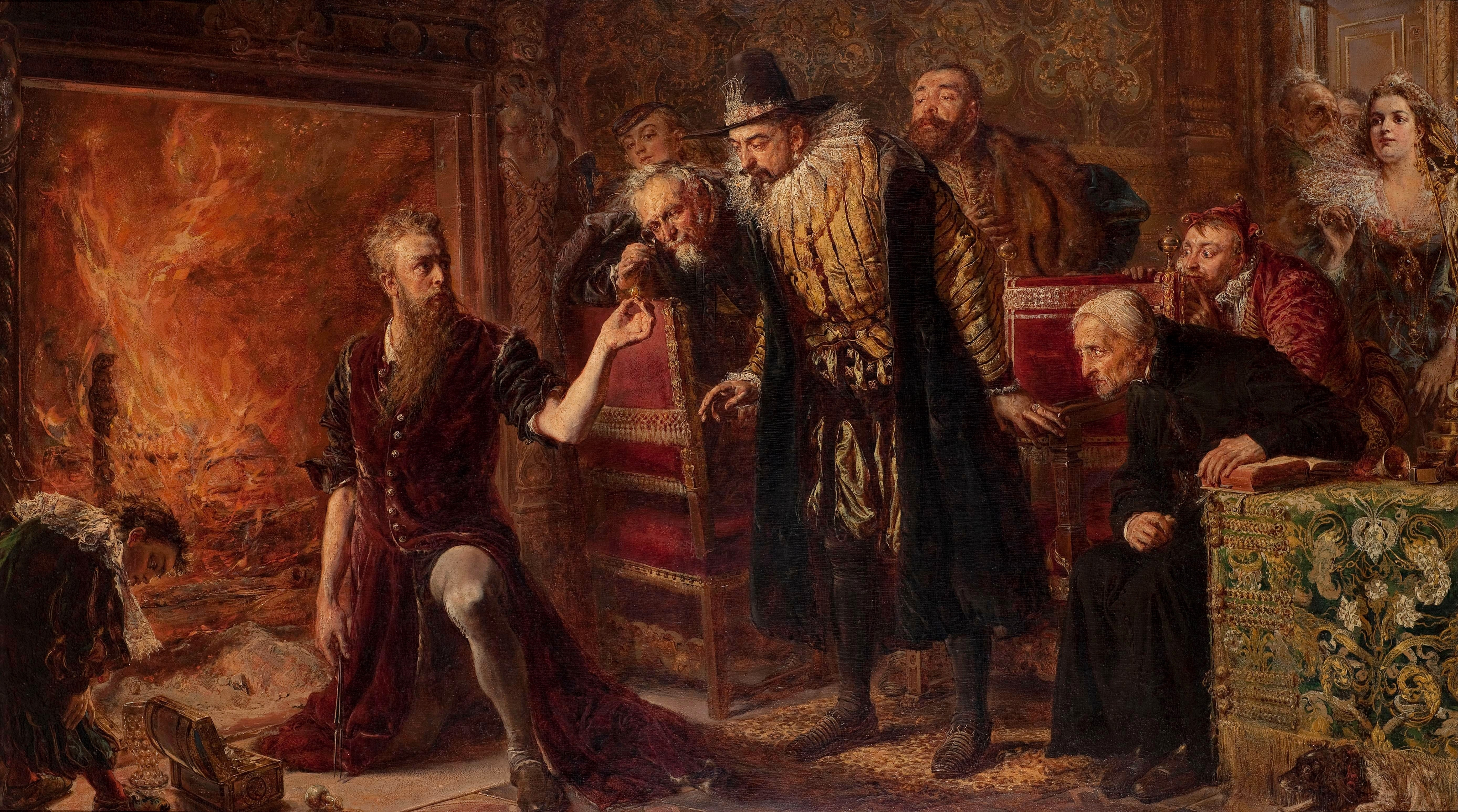
Retrato del "Alquimista Sędziwój" por Jan Matejko (1838-1893).

Discípulo del alquimista Alexandre Séthon, consagró toda su vida a la alquimia sin obtener gran provecho de su duro y largo trabajo salvo algunos avances referentes al estudio de procesos químicos aplicables a la industria, ciertas tinturas para tejidos y elaboración de colorantes orgánicos (vegetales) y minerales.
Durante mucho tiempo gozó del favor del emperador Rodolfo II y del duque Federico de Wurtemberg, en cuya corte se encontraba otro alquimista, Hans Heinrich Müller, barón de Muhlenfels, quien conseguiría hacerle encerrar en un calabozo donde sería sometido a tortura para que desvelara los secretos de su arte, ya que se le suponía en posesión de la piedra filosofal. Al cabo, conseguiría escapar y denunciar a Muhlenfels ante un tribunal imperial, que lo encontraría culpable, siendo condenado a muerte.

## Obra
Es autor de los libros y tratados alquímicos Novum Lumen Chymicum (Praga, 1604), Dialogus Mercurii, Tractatus de Sulphure y Aenigma Philosphicum.